# Wachsler Tamás
Wachsler Tamás (Miskolc, 1965. november 10. – 2025. március 26. vagy korábban) magyar építészmérnök, politikus, 1990 és 1998 között országgyűlési képviselő (Fidesz), 1998-tól 2000-ig a Honvédelmi Minisztérium közigazgatási államtitkára.

## Élete
Wachsler Tamás 1965-ben született Miskolc-Perecesen négygyermekes családban, Wachsler Tamás és Papp Éva Mária fiaként. Szülei 1970-es válása után édesanyja nevelte. Általános iskolai tanulmányait szülővárosában végezte, majd 1984-ben a Pannonhalmi Bencés Gimnáziumban érettségizett. Egyéves sorkatonai szolgálata után 1985-ben a Budapesti Műszaki Egyetem Építészmérnöki Karának hallgatója lett, ahol 1993-ban államvizsgázott.
1988 áprilisában elsők között lépett be a Fiatal Demokraták Szövetségébe, majd az év novemberében beválasztották a párt országos tanácsába, 1988 decemberétől 1990 júniusáig pedig a Fidesz országos választmányának tagja volt. 1988 decemberétől egy éven át a Szabad Demokraták Szövetségének is tagja volt. A Fidesz műegyetemi csoportjának alapító tagja és vezetője volt. 1989 augusztusában részt vett a prágai Vencel téren tartott rendszerellenes tüntetésen, majd nyolc napig éhségsztrájkot folytatott Csehszlovákia budapesti nagykövetsége előtt, így tiltakozva a tüntetés szétverése és a fideszes Deutsch Tamás, Németh László Ákos és Kerényi György őrizetbevétele ellen. 1989 novemberében Örményországban találkozott a Karabah Bizottság vezetőivel, majd beszédet mondott az Örmény Össznemzeti Mozgalom alakuló kongresszusán.
Az 1990-es magyarországi országgyűlési választáson a Fidesz Borsod-Abaúj-Zemplén megyei területi listájáról szerzett mandátumot, az Országgyűlés alakuló ülésén korjegyző volt. A honvédelmi bizottság és a nemzetbiztonsági bizottság tagja, majd utóbbinak 1993-tól 1994-ig elnöke volt. 1990 augusztusában részt vett a kaliforniai CATO Institute által szervezett liberális politikai és gazdasági szemináriumnak. Tagja volt az Észak-atlanti Közgyűlésben dolgozó magyar országgyűlési delegációnak, ahol részt vett a védelmi bizottság tevékenységében, majd az Észak-atlanti Közgyűlés egyetlen kelet-európai tisztségviselője (special rapporteur) lett. 1993-ban a Fidesz Borsod-Abaúj-Zemplén megyei elnökévé választották.
Az 1994-es országgyűlési választáson ismét pártja Borsod-Abaúj-Zemplén megyei listájáról jutott a parlamentbe, ahol a honvédelmi bizottság alelnöke, majd 1995-től tagja volt. 1994-ben a Fidesz tisztújításán elnökjelöltként Orbán Viktor eddigi (2025) egyetlen kihívója volt, de egyharmad-kétharmad arányban kikapott. Alelnöke volt az Euroatlanti Klubnak, titkára a Manfred Wörner Alapítvány kuratóriumának. 1995-ben kéthónapos amerikai tanulmányúton vett részt a German Marshall Fund szervezésében. Az 1998-as országgyűlési választáson nem szerzett mandátumot.
1998-tól 2000-ig a Honvédelmi Minisztérium közigazgatási államtitkára volt Szabó János miniszter mellett, majd lemondása után visszatért eredeti szakmájához, és a Budapest Aréna projektigazgatója lett. A 2002-es önkormányzati választáson Szentendrén önkormányzati képviselővé választották, majd 2006-ban visszavonult a politikától. Egy logisztikai park fejlesztésével és bérbeadásával, majd a Tököl Airport fejlesztésével foglalkozott, 2011-ben pedig a Kossuth tér rekonstrukciójáért felelős Steindl Imre Program Zrt. vezérigazgatója lett.
Felesége 1992-től Márton Marianna építészmérnök.

## Főbb művei
- Török András–Wachsler Tamás: A nevezetes magyar Országház és a tér, ahol áll; Országgyűlés Hivatala, Budapest, 2021 (Országházi séták)
- Tér-képek. A budapesti Kossuth Lajos tér újjáépítésének krónikája, 2012–2014. Wachsler Tamás fényképei; szerk. Réthly Ákos; Premier Press, Budapest, 2014
- Kelecsényi Kristóf–Körmendi Tamás–Wachsler Tamás: Pajzsokra emelt történelem. Az országházi címergaléria és megújításának története; Monumentum Közhasznú Alapítvány, Budapest, 2020
- Török András–Wachsler Tamás: A nevezetes magyar Országház és a tér, ahol áll; 2. bőv. kiad.; Országház Könyvkiadó, Budapest, 2021

## Kitüntetése
- A Magyar Érdemrend parancsnoki keresztje (2025)